# Karl Sykora
Karl Sykora (* 2. Dezember 1850 in Skotschitz; † 16. Juni 1924 in Wien) war ein österreichischer Bautechniker.

## Leben
Karl Sykora war ein Sohn des Verwalters von Schloss Nový Hrad in Böhmen. Er besuchte die Oberrealschule in Leitmeritz und studierte von 1867 bis 1872 am k.k. Polytechnischen Institut in Wien. Von 1870 bis 1871 war er Einjährig-Freiwilliger bei der Genietruppe.
Sykora wurde 1872 als Bauschüler Mitarbeiter des Wiener Stadtbauamts. Er begann mit Arbeiten für die Wiener Weltausstellung und war danach an den Planungen des Kanalsystems im durch die Wiener Donauregulierung entstandenen Stadtviertel Donaustadt in der Leopoldstadt beteiligt. Er wurde 1877 der Wasserleitungsabteilung zugeteilt. Im darauffolgenden Jahr nahm er als Oberleutnant der Reserve am Okkupationsfeldzug in Bosnien teil. Sykora arbeitete ab 1879 in der Hochbauabteilung des Stadtbauamts. Dort zählten Neubauten und Erweiterungen von Schulen zu seinen Aufgaben.

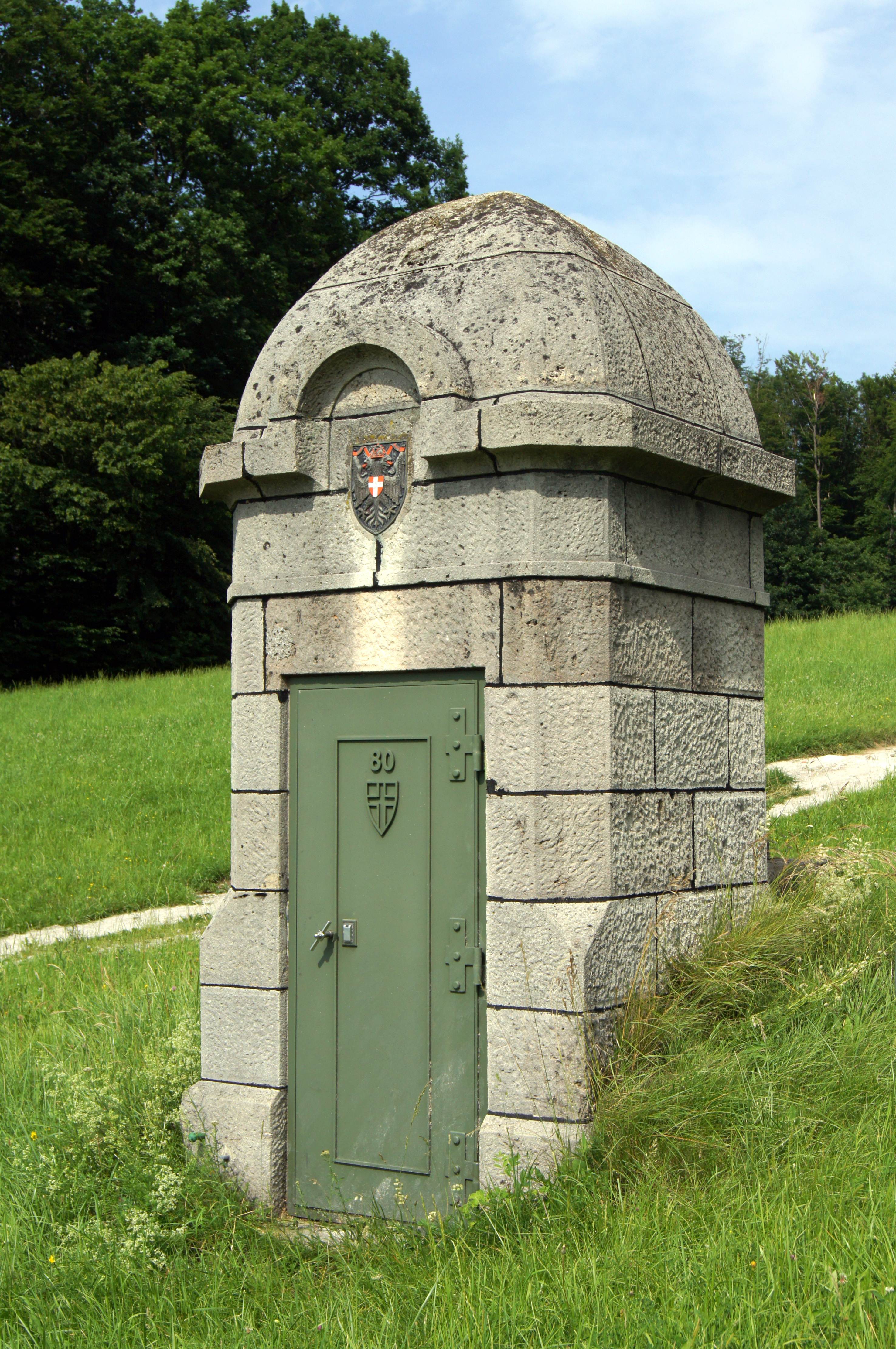
Ein Einsteigturm der II. Wiener Hochquellenleitung

Ab 1884 war er erneut in der Wasserleitungsabteilung tätig. Er war am Ausbau der I. Wiener Hochquellenleitung beteiligt, für die neue Quellen einbezogen wurden. Er leitete die Projektierung und den Bau einer neuen Wasserleitung in der Stadt Neunkirchen. Sykoras bedeutendste Leistung ist die Planung und Errichtung der II. Wiener Hochquellenleitung unter seiner Oberleitung. Er verantwortete die Auswahl der geeigneten Quellgebiete, die Trassenführung und die finanzielle Planung. Als Nachfolger von Franz von Berger wirkte er von 1908 bis zu seiner Pensionierung 1913 als Direktor des Wiener Stadtbauamts. Zugleich hatte er die Oberleitung über die Bereiche Wasserversorgung, Hochbau, Baupolizei und Beleuchtung inne.
Karl Sykora starb im Alter von 73 Jahren und wurde auf dem Pötzleinsdorfer Friedhof bestattet.

## Ehrungen
- Offizierskreuz des Franz-Joseph-Ordens (1911)
- Preußischer Königlicher Kronenorden[1]
- Straßenbenennung der Sykoragasse in Wien-Liesing (1985)[3]